# Chrysopilus peruanus
Chrysopilus peruanus är en tvåvingeart som beskrevs av Kertesz 1902. Chrysopilus peruanus ingår i släktet Chrysopilus och familjen snäppflugor. Inga underarter finns listade i Catalogue of Life.